# Вільям Радимен
Вільям Радимен (англ. William F. Ruddiman; нар. 8 січня 1943) — один з провідних палеокліматологів світу, нині — професор-емерит Університету Вірджинії. Відомий завдяки створенню декількох гіпотез, які широко поширилися у науковому просторі, зокрема гіпотеза «раннього антропоцену», а також гіпотеза стосовно тектонічного підйому Тибету.

## Біографія
Вільям Радимен — американський вчений, що займається палеокліматологією. Отримав диплом бакалавра з геології у Коледжі Вільямз, а докторський ступінь здобув у Колумбійському університеті, спеціалізуючись на морській геології. Опісля, почав викладати в Університеті Вірджинії аж до 2001 року. Вільям Радимен брав участь у п'ятнадцяти науково-дослідних океанографічних експедиціях, зокрема виконував функції співголови двох експедицій з добування глибокодонних кернів морського осаду.

## Розроблені гіпотези
Гіпотеза «раннього антропоцену»
Ця гіпотеза полягає у твердженні, що людство почало активно впливати на клімат не за останні два століття з розвитком промисловості та транспорту, а робить це вже понад сотню століть. Таким чином, парниковий вплив людства на клімат датується не індустріальною добою, а 8000 років тому. Цю тезу викладено у науково-популярній книжці «Плуг, мор та нафта: Як людство здобуло контроль над кліматом» (в ориг. Plows, Plagues and Petroleum. How humans took control of climate), яку у 2006 році було відзначено премією товариства «Фі Бета Каппа» в номінації «Наука». Крім цієї нагороди, Геологічне товариство Лондона вшанувало Вільяма Радимена престижною медаллю Лаєла (2006 рік), яка щороку присуджується за видатні досягнення у галузі геології.
Гіпотеза про тектонічний підйом Тибету
У 1980-х роках Вільям Радимен, що тектонічний підйом Тибету був спричинений сезонним мусонним обігом, який сьогодні панує в Азії. Разом з аспіранткою Морін Раймо, вчений припустив, що підйом Гімалаїв та Тибетського плато викликав зниження CO2 в атмосфері за рахунок збільшення хімічного вивітрювання, і саме тому є основною причиною тенденції кайнозойського охолодження, яке в свою чергу призвело до останньої серії льодовикових періодів.